# Nekrolog 1660
Nekrolog
◄◄
| ◄
| 1656
| 1657
| 1658
| 1659
| 1660 | 1661 | 1662 | 1663 | 1664 | ► | ►►
Weitere Ereignisse | Allgemeiner Nekrolog 1660
Die Beschreibung der verstorbenen Person sollte so kurz wie möglich gehalten sein und nur deren signifikante Tätigkeit(en) enthalten.
Neue Namen ggf. auch unter dem Geburts- und Sterbedatum, also etwa unter 1. Januar und im Geburts- und Sterbejahr (2024) eintragen (nur bei entsprechender großer Wichtigkeit). Für Beispiele siehe die schon vorhandenen Artikel.
Außerdem über die fünf zuletzt Verstorbenen, zu denen es einen ausreichend guten Artikel für eine Präsentation auf der Hauptseite gibt, nach der todesbedingten Überarbeitung der Artikel ggf. auch unter Wikipedia Diskussion:Hauptseite informieren und sie am besten auch in den anderen Wikipedia-Sprachversionen eintragen. Tipp: Regelmäßig bei news.google.de nach „ist tot“, „gestorben“ oder „verstorben“ suchen.
Wenn eine Person gestorben ist, gibt es viele Seiten zu dieser Person in der Wikipedia, die davon auch betroffen sind und entsprechend aktualisiert werden müssen. Beispiele: Namenübersichtsseite, Geburtsjahr, Geburtsort-Seiten und viele mehr.
Wie finde ich die betroffenen Seiten?
Im Suchfeld auf der linken Seite gibt man den Suchbegriff so ein: „Vorname Nachname“. Dann klickt man auf Volltext und alle Seiten mit entsprechendem Suchtext werden aufgerufen. Hier sieht man dann schnell, wo auch das Todesjahr Sinn macht oder sogar ein Teil des Artikels angepasst werden muss. Auch hilft das „Werkzeug“ auf der linken Seite sehr gut, um solche Seiten aufzufinden: „Links auf diese Seite“. Somit ist die Wikipedia wieder aktuell in allen Bereichen! Hinweis: bei Eintragung der Kategorie „Gestorben JAHR“ wird der Missbrauchsfilter 49 ausgelöst, was jedoch nicht schlimm ist. Siehe: Spezial:Missbrauchsfilter/49
Dies ist eine Liste von im Jahr 1660 verstorbenen bekannten Persönlichkeiten. Die Einträge erfolgen innerhalb der einzelnen Daten alphabetisch sortiert. Tiere sind im Nekrolog für Tiere zu finden.

## Januar
| Tag        | Name                     | Beruf, bekannt als                                                       | Alter | Beleg |
| ---------- | ------------------------ | ------------------------------------------------------------------------ | ----- | ----- |
| 2. Januar  | Kaspar Denich            | deutscher Rechtsgelehrter und Universitätsprofessor                      |       |       |
| 6. Januar  | Johannes Scharff         | deutscher lutherischer Theologe und Philosoph                            | 64    |       |
| 12. Januar | Vollrad von Krosigk      | kaiserlicher Obristwachtmeister und Mitglied im Größeren Ständeausschuss | 47    |       |
| 14. Januar | Thomas Welles            | amerikanischer Kolonialgouverneur                                        |       |       |
| 21. Januar | Andreas Möller           | deutscher Lehrer, Arzt und Chronist                                      | 61    |       |
| 23. Januar | Ezekiel Rogers           | englischer Puritaner und Siedlerpionier in Neuengland                    |       |       |
| 28. Januar | Gerhard Lothar von Büren | adeliger Domherr und Domdekan im Fürstbistum Speyer                      |       |       |

## Februar
| Tag         | Name                                    | Beruf, bekannt als                                                 | Alter | Beleg |
| ----------- | --------------------------------------- | ------------------------------------------------------------------ | ----- | ----- |
| 2. Februar  | Gaston de Bourbon, duc d’Orléans        | französischer Prinz, Herzog von Orléans                            | 51    |       |
| 2. Februar  | Govaert Flinck                          | niederländischer Genre-, Historien- und Porträtmaler und Zeichner  | 45    |       |
| 5. Februar  | Hans Wilhelm Vitzthum von Eckstädt      | deutscher Kammerrat, Hofmeister und Drost der Grafschaft Oldenburg | 55    |       |
| 6. Februar  | Martin de Redin                         | Großmeister des Malteserordens                                     |       |       |
| 13. Februar | Karl X. Gustav                          | König von Schweden (1654–1660)                                     | 37    |       |
| 19. Februar | William Douglas, 1. Marquess of Douglas | schottischer Adliger                                               |       |       |
| 29. Februar | Vincenzo Fini                           | italienischer Jurist, Prokurator von San Marco di Citra            | 53    |       |
| Februar     | Judith Leyster                          | niederländische Malerin des Barock                                 |       |       |

## März
| Tag      | Name                                                  | Beruf, bekannt als                                                      | Alter | Beleg |
| -------- | ----------------------------------------------------- | ----------------------------------------------------------------------- | ----- | ----- |
| 2. März  | Friedrich Stellwagen                                  | deutscher Orgelbauer                                                    |       |       |
| 9. März  | Jeronimus Joachims                                    | österreichischer Maler                                                  |       |       |
| 15. März | Luise von Marillac                                    | Ordensgründerin der Vinzentinerinnen („Töchter der christlichen Liebe“) | 68    |       |
| 19. März | Bernhard Ludolph Kanne                                | deutscher Kammerjunker und Hofbesitzer                                  | 71    |       |
| 20. März | Georg von Wangenheim (Haushofmeister)                 | Haushofmeister im Herzogtum Sachsen-Gotha                               | 53    |       |
| 31. März | Johannes Ernst Freiherr von Reuschenberg zu Setterich | Feldmarschall im Dreißigjährigen Krieg                                  | 56    |       |

## April
| Tag       | Name                                | Beruf, bekannt als                                                               | Alter | Beleg |
| --------- | ----------------------------------- | -------------------------------------------------------------------------------- | ----- | ----- |
| 4. April  | Enno Ludwig                         | Fürst von Ostfriesland                                                           | 27    |       |
| 6. April  | Michelangelo Cerquozzi              | italienischer Maler                                                              | 58    |       |
| 6. April  | Johann Rudolf von Rechberg          | Fürstpropst von Ellwangen; Administrator des Hochstifts Augsburg                 |       |       |
| 8. April  | Georg Friedrich Borcke              | Richter am Obertribunal Wismar, Direktor des Hofgerichts in Greifswald           | 49    |       |
| 10. April | Paolina Loredan                     | Ehefrau des Dogen Carlo Contarini                                                |       |       |
| 11. April | Phillippe de Longvilliers de Poincy | französischer Gouverneur                                                         |       |       |
| 12. April | Shabbethai Horowitz                 | Rabbiner und Talmudgelehrter                                                     |       |       |
| 20. April | Anna Elisabeth von Anhalt-Dessau    | Gräfin von Bentheim-Steinfurt                                                    | 62    |       |
| 26. April | Elisabeth Charlotte von der Pfalz   | Herzogin in Preußen und Kurfürstin von Brandenburg; Mutter des Großen Kurfürsten | 62    |       |
| 27. April | Johann Rudolf Stucki                | Schweizer evangelischer Geistlicher und Hochschullehrer                          |       |       |
| 30. April | Petrus Scriverius                   | niederländischer Philologe                                                       | 84    |       |

## Mai
| Tag     | Name                             | Beruf, bekannt als                                  | Alter | Beleg |
| ------- | -------------------------------- | --------------------------------------------------- | ----- | ----- |
| 4. Mai  | Johann Wöckherl                  | österreichischer Orgelbauer                         |       |       |
| 9. Mai  | Johann Bartholomäus Reusner      | deutscher Jurist und Oberkonsistorialrat in Dresden | 46    |       |
| 11. Mai | Christoph Althofer               | lutherischer Theologe                               | 53    |       |
| 12. Mai | Hans Friedrich von Knoch         | Mitglied der Fruchtbringende Gesellschaft           | 57    |       |
| 22. Mai | Alberte-Barbe de Saint-Baslemont | lothringische Adelige                               | 54    |       |
| 29. Mai | Frans van Schooten               | niederländischer Mathematiker                       |       |       |

## Juni
| Tag      | Name                        | Beruf, bekannt als                                                       | Alter | Beleg |
| -------- | --------------------------- | ------------------------------------------------------------------------ | ----- | ----- |
| 1. Juni  | Mary Dyer                   | US-amerikanische Quäkerin, letzte religiöse Märtyrerin Nordamerikas      |       |       |
| 2. Juni  | Annet de Clermont-Gessant   | Großmeister des Malteserordens                                           |       |       |
| 2. Juni  | Gesche Köllers              | Opfer der Hexenprozesse in Loccum                                        |       |       |
| 7. Juni  | Georg II. Rákóczi           | Fürst von Siebenbürgen                                                   | 39    |       |
| 8. Juni  | Lorenz Eichstaedt           | deutscher Mediziner und Astronom                                         | 63    |       |
| 10. Juni | Étienne de Flacourt         | französischer Naturforscher, Historiker und Geograf                      |       |       |
| 24. Juni | Andreas Adersbach           | deutscher Diplomat, Lyriker und Mitglied des Königsberger Dichterkreises | 49    |       |
| 26. Juni | Johann Putz von Adlersthurn | kaiserlicher Hofkammerrat                                                | 65    |       |
| 30. Juni | William Oughtred            | englischer Mathematiker                                                  | 86    |       |

## Juli
| Tag      | Name              | Beruf, bekannt als                                         | Alter | Beleg |
| -------- | ----------------- | ---------------------------------------------------------- | ----- | ----- |
| 2. Juli  | Francesco Maffei  | italienischer Maler                                        |       |       |
| 6. Juli  | Johannes Barzaeus | Schweizer Dichter der Barockzeit                           |       |       |
| 7. Juli  | Anna von Croÿ     | deutsche Adlige                                            | 69    |       |
| 10. Juli | Bernhard Gemelich | Abt des Stiftes Stams                                      | 55    |       |
| 25. Juli | Johann Praetorius | deutscher Organist und Komponist                           | 64    |       |
| 26. Juli | Hermann Otto      | hessischer Adliger                                         | 32    |       |
| 27. Juli | Gerhard Coccejus  | deutscher Rechtsgelehrter und Diplomat, Ratsherr in Bremen | 59    |       |

## August
| Tag        | Name                                 | Beruf, bekannt als                                                  | Alter | Beleg |
| ---------- | ------------------------------------ | ------------------------------------------------------------------- | ----- | ----- |
| 4. August  | Johann Born                          | deutscher Rechtswissenschaftler                                     | 60    |       |
| 6. August  | Giovanni Battista Hodierna           | italienischer Astronom                                              | 63    |       |
| 6. August  | Diego Rodríguez de Silva y Velázquez | spanischer Maler                                                    |       |       |
| 7. August  | Johann IV.                           | Graf von Rietberg (1640–1660)                                       | 42    |       |
| 9. August  | Christian Otter                      | preußischer Mathematiker, Reisender und Festungsbaumeister          |       |       |
| 10. August | Esmé Stewart, 5. Duke of Lennox      | schottischer Adliger                                                | 10    |       |
| 20. August | Juan de Lugo y de Quiroga            | spanischer Theologe                                                 | 76    |       |
| 24. August | Jobst Christoph von Römer            | kurfürstlich sächsischer Oberforst- und Wildmeister des Erzgebirges |       |       |
| 28. August | Jeremias Rebstock                    | deutscher Theologe; evangelischer Abt des Klosters Blaubeuren       | 57    |       |
| 31. August | Johannes Freinsheim                  | Historiker und Philologe der Barockzeit                             | 51    |       |

## September
| Tag           | Name                     | Beruf, bekannt als                                                                         | Alter | Beleg |
| ------------- | ------------------------ | ------------------------------------------------------------------------------------------ | ----- | ----- |
| 5. September  | Johannes Preibisius      | deutscher Rechtsgelehrter                                                                  | 49    |       |
| 8. September  | Daniel von Czepko        | deutscher Dichter und Dramatiker                                                           | 54    |       |
| 11. September | Anna Lerch von Dirmstein | pfälzische Adelige, Benediktinerin, Äbtissin der Klöster Rupertsberg und Eibingen          | 79    |       |
| 12. September | Jacob Cats               | niederländischer Dichter und Politiker                                                     | 82    |       |
| 22. September | Pieter de Ring           | niederländischer Maler                                                                     |       |       |
| 13. September | Bernhard Diestel         | Jesuit, Missionar und Asienforscher                                                        |       |       |
| 15. September | Johann Kasimir           | Fürst von Anhalt-Dessau                                                                    | 63    |       |
| 16. September | Hans von Rochow          | Kurfürstlich Sächsischer und brandenburgischer Obrist, Heerführer im Dreißigjährigen Krieg | 64    |       |
| 19. September | Jakob Denkinger          | Abt des Chorherrenstifts Kreuzlingen                                                       | 71    |       |
| 23. September | Freunnd Happen           | Angeklagter während der Hexenverfolgungen in Rüthen                                        |       |       |
| 27. September | Vinzenz von Paul         | französischer Priester und Begründer der neuzeitlichen Caritas                             | 79    |       |
| 30. September | Cristoforo Widmann       | italienischer Kardinal deutscher Abstammung                                                |       |       |

## Oktober
| Tag         | Name                                 | Beruf, bekannt als                                          | Alter | Beleg |
| ----------- | ------------------------------------ | ----------------------------------------------------------- | ----- | ----- |
| 4. Oktober  | Francesco Albani                     | italienischer Maler der bolognesischen Schule               | 82    |       |
| 7. Oktober  | Paul Scarron                         | französischer Schriftsteller                                |       |       |
| 13. Oktober | Thomas Harrison                      | General und Puritaner zur Zeit des englischen Bürgerkrieges |       |       |
| 21. Oktober | Marguerite de Béthune                | französische Adlige                                         |       |       |
| 24. Oktober | William Seymour, 2. Duke of Somerset | englischer Adliger                                          |       |       |
| 30. Oktober | James Hay, 2. Earl of Carlisle       | schottisch-englischer Adliger und Kolonialproprietor        |       |       |

## November
| Tag          | Name                             | Beruf, bekannt als                                                                            | Alter | Beleg |
| ------------ | -------------------------------- | --------------------------------------------------------------------------------------------- | ----- | ----- |
| 5. November  | Alexandre de Rhodes              | französischer Jesuit und Missionar                                                            | 69    |       |
| 12. November | Antonius Aemilius                | deutscher Historiker und Philosoph in den Niederlanden                                        | 70    |       |
| 16. November | Henriette von Lothringen         | Prinzessin von Pfalzburg                                                                      | 49    |       |
| 20. November | Giuseppe Maria Sanfelice         | italienischer katholischer Geistlicher, Erzbischof von Cosenza, Apostolischer Nuntius in Köln | 46    |       |
| 27. November | Christoph Karl von Schlippenbach | schwedischer Hofbeamter, Politiker und Diplomat                                               | 36    |       |
| 30. November | Franz Karl von Sachsen-Lauenburg | Prinz von Sachsen-Lauenburg                                                                   | 66    |       |

## Dezember
| Tag          | Name                       | Beruf, bekannt als                                   | Alter | Beleg |
| ------------ | -------------------------- | ---------------------------------------------------- | ----- | ----- |
| 3. Dezember  | Johannes Liesegang         | deutscher lutherischer Theologe                      |       |       |
| 3. Dezember  | Jacques Sarazin            | französischer Bildhauer                              |       |       |
| 6. Dezember  | Vincenzo Costaguti         | italienischer Kardinal                               |       |       |
| 15. Dezember | Martino Longhi der Jüngere | italienischer Architekt                              | 58    |       |
| 19. Dezember | Ove Gjedde                 | dänischer Reichsadmiral                              | 65    |       |
| 20. Dezember | Michael Leyser             | deutscher Mediziner und Anatom                       | 34    |       |
| 22. Dezember | Christian Othfar           | deutscher Theologe, Kirchenlieddichter und Arzt      | 51    |       |
| 22. Dezember | André Tacquet              | flämischer Mathematiker                              | 48    |       |
| 24. Dezember | Maria Henrietta Stuart     | englisch-schottische Prinzessin und Tochter Karls I. | 29    |       |
| 29. Dezember | Heinrich Nicolai           | deutscher Philosoph und Theologe                     | 55    |       |
| 31. Dezember | Johann Bellin              | deutscher Sprachwissenschaftler                      | 42    |       |

## Datum unbekannt
| Tag | Name                              | Beruf, bekannt als                          | Alter | Beleg |
| --- | --------------------------------- | ------------------------------------------- | ----- | ----- |
|     | Daniel Block                      | deutscher Porträtmaler der Spät-Renaissance |       |       |
|     | Charles Cecil, Viscount Cranborne | englischer Adliger und Politiker            | 41    |       |
|     | Juan de la Corte                  | spanischer Maler                            |       |       |
|     | Claude Deruet                     | lothringischer Barock-Maler                 |       |       |
|     | Gérard Douffet                    | flämischer Maler                            |       |       |
|     | Wilhelm Eder                      | deutscher Buchdrucker                       |       |       |
|     | Felice Ficherelli                 | italienischer Maler des Barock              |       |       |
|     | Samuel Hafenreffer                | deutscher Mediziner und Hochschullehrer     |       |       |
|     | Henrich von Ittersum              | Ritter des Deutschen Ordens                 |       |       |
|     | Augustyn Locci                    | italienisch-polnischer Architekt            |       |       |
|     | Siegmund von der Marwitz          | brandenburgischer Hofbeamter                |       |       |
|     | Claude Mylon                      | französischer Jurist                        |       |       |
|     | James Nayler                      | englischer Quäker-Prediger                  |       |       |
|     | Francis Newman                    | amerikanischer Kolonialgouverneur           |       |       |
|     | Johann de Pay                     | deutscher Maler                             |       |       |
|     | Anton Maria Schyrleus de Rheita   | Priester und Astronom                       |       |       |
|     | Shah Shuja                        | Großmogul von Indien                        |       |       |
|     | Petrus Stephani                   | deutscher Jurist und Hochschullehrer        |       |       |
|     | Christophe Tassin                 | französischer Kartograph                    |       |       |
|     | Feqiyê Teyran                     | kurdischer Dichter                          |       |       |
|     | Thomas Urquhart                   | schottischer Dichter und Übersetzer         |       |       |